# Kościół Matki Bożej Królowej Polski w Przelewicach
Kościół Matki Bożej Królowej Polski – rzymskokatolicki kościół parafialny należący do parafii pod tym samym wezwaniem (dekanat Barlinek archidiecezji szczecińsko-kamieńskiej).

## Historia
Forma architektoniczna i cechy warsztatu pozwalają datować świątynię na koniec XIII wieku. Dostępne materiały źródłowe milczą na temat historii kościoła. W połowie XVIII wieku przy zachodniej ścianie szczytowej została wzniesiona drewniana wieża; w tym okresie została zmieniona konstrukcja na ryglową zachodniego szczytu korpusu nawowego, wykonana została nowa więźba dachowa oraz została przemurowana korona murów. W XVIII wieku było kompletowane nowe barokowe wyposażenie: z tego okresu pochodzi ołtarz ambonalny i – nie zachowany do dziś – fragment dywanu koronacyjnego cesarza Leopolda II, będący nakryciem pulpitu ambony. W latach 30. XIX wieku świątynia otrzymała nowe dzwony; dwa największe zostały przetopione podczas I wojny światowej.
Na początku XX wieku podczas remontu kościoła zostały odsłonięte fragmenty pierwotnej polichromii ścian, które jednak zostały zamalowane, oprócz wyobrażenia Piety o wymiarach 75 x 70 centymetrów. Po zakończeniu II wojny światowej świątynia została przejęta przez katolików i poświęcona w dniu 1 maja 1946 roku pod wezwaniem Matki Boskiej Królowej Polski; kościół został włączony do parafii w Rosinie. W dniu 31 grudnia 1986 roku została erygowana parafia w Przelewicach. W latach 40. XX wieku zostały zdemontowane fragmenty empor przy ścianach długich oraz kosz ołtarza ambonowego, który obecnie pełni funkcję podstawy stołu liturgicznego. W latach 80. XX wieku do południowej ściany została dobudowana zakrystia. 

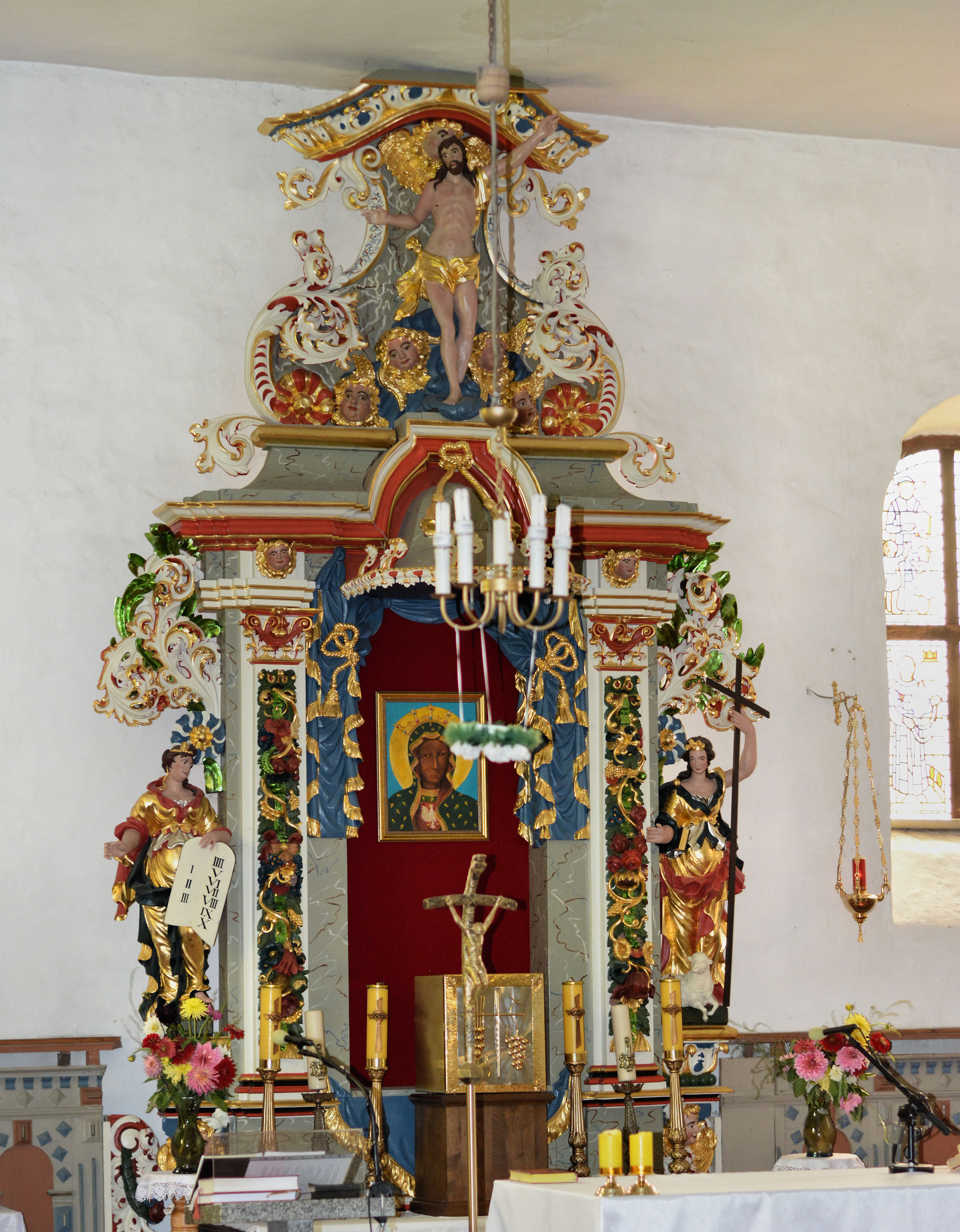
Wnętrze świątyni - ołtarz

## Architektura
Świątynia należy do grupy pomorskich, późnoromańskich, bezwieżowych (pierwotnie) kościołów salowych, nie mających wydzielonego prezbiterium. Podczas XVIII- i XIX-wiecznych przebudów została zmieniona forma architektoniczna; zostały powiększone otwory okienne, został zmieniony kształt nadproży. Wieża reprezentuje styl późnobarokowy. Świątynia została wzniesiona na planie prostokąta o wymiarach 2280 x 1120 centymetrów, jest budowlą orientowaną, przy szczycie zachodnim jest umieszczona wieża wybudowana na planie kwadratu o boku 530 cm. Ściany świątyni są murowane i wykonane z kostki granitowej (19 warstw), w szczycie wschodnim powstały z kamieni polnych o wiązaniu cyklopowym, natomiast w szczycie zachodnim są ryglowe; ściany obwodowe mają przekrój 95 centymetrów. Ściany wieży posiadają konstrukcję szkieletową, na zewnątrz są oszalowane deskami; układ konstrukcyjny jest oparty na obwodowych słupach nośnych, spiętych ryglami, zastrzałami, rozporami i krzyżulcami. Więźba dachowa posiada konstrukcję krokwiowo-jętkową z obustronną, ukośną podporą stolcową; całość jest obrobiona „od topora”, natomiast połączenia ciesielskie są kołkowane. Korpus nawowy jest pokryty ceramiczną dachówką karpiówką. Wnętrze świątyni jest salowe i posiada jednostopniowe podwyższenie w części wschodniej. Ściana zachodnia jest otoczona emporą z balustradą w stylu renesansowym. Pierwotnie ściany nawy były pokryte polichromią (w ścianie południowej zachował się fragment malowideł); obecnie wnętrze jest bielone i posiada współczesną dekorację malarską w formie ornamentu akantowego.